# Садовый (Щёкинский район)
Садовый — посёлок в Щёкинском районе Тульской области России.
В рамках административно-территориального устройства относится к Костомаровской сельской администрации Щёкинского района, в рамках организации местного самоуправления включается в сельское поселение Огарёвское.

## География
Посёлок находится в центральной части Тульской области, в лесостепной зоне, в пределах северо-восточной Среднерусской возвышенности, к западу от реки Упы, на расстоянии примерно 12 километров (по прямой) к юго-востоку от города Щёкино, административного центра района.

### Климат
Климат характеризуется как умеренно континентальный, с умеренно холодной снежной зимой и тёплым летом. Среднегодовая многолетняя температура воздуха составляет +3,8 — +4,5 °С. Средняя температура воздуха самого холодного месяца (января) — −10 °C (абсолютный минимум — −42 °C), средняя температура самого тёплого (июля) — +18 °С (абсолютный максимум — +38  °С). Безморозный период длится около 138 дней. Продолжительность периода активной вегетации растений (со среднесуточной температурой воздуха выше 10 °C) составляет 134 дня. Среднегодовое количество атмосферных осадков составляет 550—600 мм, из которых большая часть (396—400 мм) выпадает в тёплый период. Снежный покров держится в течение примерно 144—147 дней. Среднегодовая скорость ветра составляет 4 м/с.

### Часовой пояс
Посёлок Садовый, как и вся Тульская область, находится в часовой зоне МСК (московское время). Смещение применяемого времени относительно UTC составляет +3:00.

## Население
| 2010 |
| ---- |
| 9    |

### Национальный состав
Согласно результатам переписи 2002 года, в национальной структуре населения русские составляли 92 % из 36 чел.